# Minimalna plača v Sloveniji
Zakon o minimalni plači (Uradni list RS, št. 13/10 in 92/2015) določa pravico do minimalne plače, njeno višino (v bruto znesku) ter način njenega določanja in objave. Delavec je upravičen do plačila za opravljeno delo najmanj v višini minimalne plače, če je pri delodajalcu v Republiki Sloveniji zaposlen za poln delovni čas. V primeru krajšega delovnega časa od polnega delavcu pripada najmanj sorazmerni del minimalne plače. Slednje pa ne velja, če delodajalec delavcu izplačuje nadomestilo plače (bodisi zaradi opravičene odsotnosti z dela bodisi iz drugih razlogov), ki je torej lahko nižje od minimalne plače.
V Sloveniji je bila uvedena prva minimalna leta 1937.
Minimalna plača vključuje bruto plačo delavca, določeno v pogodbi o zaposlitvi; dodatek za delovno dobo; dodatek za posebne pogoje dela, ki izhajajo iz razporeditve delovnega časa; dodatek za posebne pogoje dela, ki izhajajo iz posebnih obremenitev pri delu ali nevarnosti pri delu; delovno uspešnost delavca; dodatek za poslovno uspešnost ali t.i. kolektivno stimulacijo. 
Zakon o dopolnitvi Zakona o minimalni plači (Uradni list RS, št. 92/2015) iz minimalne plače izvzel še tri dodatke za delo v posebnih pogojih dela, ki izhajajo iz razporeditve delovnega časa, in sicer: dodatek za nočno delo, dodatek za delo v nedeljo ter dodatek za delo na praznike in dela proste dneve po zakonu. Poleg tega v minimalno plačo niso vključeni  stroški, ki jih je delodajalec dolžan izplačati delavcu(npr. povračilo stroškov za prehrano med delom, za prevoz na delo in z dela, stroškov na službenem potovanju), kot tudi ne drugi prejemki iz delovnega razmerja (npr. regres za letni dopust, odpravnina, jubilejne nagrade).
Če je po pogodbi o zaposlitvi znesek osnovne plače nižji od zneska minimalne plače, krije doplačilo razlike do minimalne plače delodajalec, država pa samo v primeru, da je neposredni delodajalec.

## Namen pravnega instituta minimalne plače
V skladu z obrazložitvijo predloga Zakona o določitvi minimalne plače se z določitvijo minimalne plače zasleduje cilj varovanja socialne in materialne varnosti zaposlenih v skladu z načeli Mednarodne organizacije dela, opredeljenimi v Konvenciji št. 131 o minimalni plači, in z načeli Evropske socialne listine in drugih mednarodnih dokumentov, ki opredeljujejo pravico do poštenega plačila za opravljeno delo, ki naj delavcu omogoča dostojno preživetje.
Na minimalno plačo se sklicujejo številni zakoni in podzakonski predpisi. Zakon o izvršbi in zavarovanju Arhivirano 2007-07-14 na Wayback Machine. tako v 102. členu vsebuje omejitev izvršbe na plačo, nadomestilo plače in pokojnino ter druge podobne prejemke zaradi zagotavljanja minimuma socialne in materialne varnosti zaposlenih. Dolžniku se lahko v izvršbi poseže na navedene terjatve zgolj tako, da mu ostane najmanj znesek v višini minimalne plače, zmanjšane za plačilo davkov in obveznih prispevkov za socialno varnost (tj. neto »minimalna plača«). V kolikor izvršilni upnik v izvršbi terja plačilo terjatev iz naslova zakonite preživnine ali pa odškodnine za izgubljeno preživnino zaradi smrti tistega, ki jo je dajal (privilegirane terjatve), pa mora dolžniku ostati najmanj znesek dveh tretjin minimalne plače, zmanjšane za plačilo davkov in obveznih prispevkov za socialno varnost. Zakon o davčnem postopku (ZDavP-2) Arhivirano 2012-04-06 na Wayback Machine. je v primerjavi s civilno izvršbo bolj neugoden za dolžnika, saj v 1. odstavku 160. člena določa, da mora dolžniku v davčni izvršbi ostati najmanj znesek v višini 70% minimalne plače.
Od pravnega pojma minimalne plače je potrebno ločevati pravne pojme zajamčena plača, izhodiščna plača in osnovna plača. 
Pojma minimalne plače in zajamčene plače sta podrobneje pojasnjena v obrazložitvi predloga Zakona o določitvi minimalne plače Arhivirano 2011-11-21 na Wayback Machine.. Izhodiščna plača je kot najnižji znesek plače (glede na stopnjo izobrazbe) določena v kolektivnih pogodbah na ravni dejavnosti, osnovna plača pa je poleg dela plače za delovno uspešnost in dodatkov sestavni del plače zaposlenega in je določena v posameznikovi pogodbi o zaposlitvi.

## Znesek minimalne plače
Višino minimalne plače v Republiki Sloveniji ureja Zakon o minimalni plači (Uradni list RS, št. 13/10 in 92/2015) in ne Zakon o delovnih razmerjih ali kolektivne pogodbe. Minimalna plača od 1. januarja 2018 znaša 842,79 evrov bruto (642,15 evrov neto). Višina minimalne plače od odvisna od več kazalnikov, in sicer od rasti življenjskih potrebščin, gibanja plač, gospodarskih razmer oz. gospodarske rasti, gibanja zaposlenosti, pri čemer se minimalna plača enkrat letno uskladi najmanj z rastjo cen življenjskih potrebščin in velja za plačilo dela, opravljenega od 1. januarja tekočega leta dalje.  Zneske minimalnim plač po mesecih si lahko ogledate na strani Davčne uprave Republike Slovenije Arhivirano 2015-09-01 na Wayback Machine..
Mesečne podatke o višine minimalne plače je moč dobiti na portalu www.racunovodja.com pod podatki za obračun plač (primer za junij 2018) ter na straneh Ministrstva za delo, družino in socialne zadeve.

### Trenutna minimalna plača
Trenutna minimalna plača za delo s polnim delovnim časom od 1. januarja 2024 v Republiki Sloveniji znaša 1.253,90 evra bruto oziroma 902,07 evrov neto.

## Zgodovina
| Minimalna plača po letih | Minimalna plača po letih |
| Leto                     | Minimalna plača je bruto |
| ------------------------ | ------------------------ |
| 1. januar 2021           | 1024,24 €                |
| 1. januar 2020           | 940,58 €                 |
| 1 januarja 2018          | €842.79                  |
| 1 januarja 2017          | €804.96                  |
| 1 januarja 2016          | €790.73                  |
| 1 avgusta 2015           | €790.13                  |
| 1 januarja 2014          | €789.15                  |
| 1 januarja 2013          | €783.66                  |
| 1 januarja 2012          | €763.06                  |
| 1 januarja 2011          | €748.10                  |
| 1 marec 2010             | €734.15                  |
| 1 avgusta 2009           | €597.43                  |
| 1 avgusta 2008           | €589.19                  |
| 1 marec 2008             | €566.53                  |
| 1 avgusta 2007           | €538.53                  |
| 1 avgusta 2006           | €521.83 (125.052,00 SIT) |
| 1 avgusta 2005           | €490.67 (122.600,00 SIT) |
| 1 avgusta 2004           | €464.54 (117.500,00 SIT) |
| 1 decembra 2003          | €470.99 (111.484 SIT)    |
| 1 avgusta 2003           | €443.01 (110.380,00 SIT) |
| 1 januarja 2002          | €432.63                  |
| 1 januarja 2001          | €395.33                  |
| 1 januarja 2000          | €373.35                  |